# Tamás Wichmann
Tamás Wichmann, född 4 februari 1948 i Budapest, död 12 februari 2020 i Budapest, var en ungersk kanotist.
Han tog OS-silver i C-2 1000 meter i samband med de olympiska kanottävlingarna 1968 i Mexico City.
Han tog OS-silver i C-1 1000 meter i samband med de olympiska kanottävlingarna 1972 i München.
Han tog därefter OS-brons i C-1 1000 meter i samband med de olympiska kanottävlingarna 1976 i Montréal.